# 압델 하킴 아메르

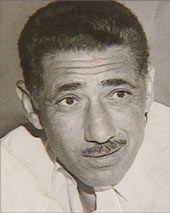
압델 하킴 아메르

압델 하킴 아메르(Abdel Hakim Amer, 1919년 12월 11일 ~ 1967년 9월 14일, عبد الحكيم عامر)는 이집트의 군인으로 1952년 이집트 혁명과 제2차 중동 전쟁, 6일 전쟁 등을 지휘했다.
사말로트 아스텔의 알미냐 구베르니야 출생으로 학교를 마치고 카이로의 육군사관학교에 입학해 1939년 졸업했다. 1952년 가말 압델 나세르와 함께 이집트 혁명을 일으키는데 주도적인 역할을 했고 1956년 제2차 중동 전쟁 당시 이집트군을 이끌었다.
그러나 1964년 나세르 살해 사건에 연루되었고 1967년 6일 전쟁과 북예멘에서 대패하자 결국 모든 직위에서 조기 퇴직을 강요당했다. 그리고 8월 이집트군 장교와 두 명의 전직 장관과 함께 쿠데타를 계획했다가 나세르에게 체포되었고 9월 14일 재판을 받은 뒤 감방에서 독약을 먹고 자살했다.
1964년 5월 13일 소비에트 연방으로부터 영웅 칭호를 얻었다.